# Heinz Janert
Heinz Adolf Janert (* 18. November 1897 in Prökuls, Memelland; † 4. Oktober 1973 in Greifswald) war ein deutscher Bodenkundler und Professor zuletzt an der Universität Greifswald.

## Lebenslauf
Heinz Janert, Sohn eines Amtsrichters, beendete seine Schullaufbahn 1914 mit dem Abitur. Janert diente von 1914 bis 1918 als Frontsoldat im Ersten Weltkrieg, zuletzt als Oberleutnant. Er absolvierte von 1918 bis 1922 ein Studium der Landwirtschaft an den Universitäten Göttingen und Königsberg, das er mit der Promotion zum Dr. phil. für Bodenkunde an der Universität Königsberg abschloss. 1927 folgte seine Habilitation für Bodenkunde an der Universität Leipzig mit der Arbeit: Neue Methoden zur Bestimmung der wichtigsten physikalischen Grundkonstanten des Bodens. Von 1923 bis 1927 war er Assistent am Institut für Meliorationswesen und Moorkultur der Preußischen Landwirtschafts-Versuchs- und Forschungsanstalten Landsberg a. W. 1931 erhielt er ein Forschungsstipendium der Rockefeller-Stiftung für kulturtechnisch-bodenkundliche Arbeiten in England, wo er acht Monate verbrachte.
Von 1927 bis 1934 lehrte er als Privatdozent und danach bis 1938 als Professor für Kulturtechnik an der Mathematisch-Naturwissenschaftlichen Abteilung der Philosophischen Fakultät der Universität Leipzig. Ab 1938 war er Professor und danach von 1939 bis 1944 ordentlicher Professor für Kulturtechnik und Bodenkunde an der Universität Königsberg.
Nach Kriegsende lehrte er von 1946 bis 1947 als Professor mit Lehrstuhl für Bodenkunde und Kulturtechnik an der Universität Rostock, wo er 1946 auch Dekan war. Von 1948 bis zu seiner Emeritierung 1964 war er Professor mit Lehrstuhl für Angewandte Bodenkunde und Bodenmelioration an der Universität Greifswald. Er war Sekretär der Internationalen Bodenkundlichen Gesellschaft seit 1930. Seit 1951 war er Mitglied der Sektion Landeskultur und Grünland der Deutschen Akademie der Landwirtschaftswissenschaften Berlin.
Janert gilt als einer der Wegbereiter der landwirtschaftlichen Abwassernutzung. 1961 erhielt er in der DDR den Vaterländischen Verdienstorden in Bronze.

## Politische Betätigung
Janert unterzeichnete 1933 das Bekenntnis der Professoren an den deutschen Universitäten und Hochschulen zu Adolf Hitler. Er war Mitglied der SA seit 1933, Mitglied im Reichskolonialbund seit 1937 und beantragte am 12. Juni 1937 die Aufnahme in die NSDAP, in die er rückwirkend zum 1. Mai desselben Jahres aufgenommen wurde (Mitgliedsnummer 5.343.802). Von 1944 bis 1945 war er inhaftiert und stand unter Anklage vor dem Volksgerichtshof. Er saß in Bützow im Gefängnis Dreibergen und wurde dort im Mai 1945 befreit. Nach Kriegsende war Janert vom 22. Juni 1946 bis 2. August 1946 vorübergehend Oberbürgermeister von Wismar.

## Publikationen (Auswahl)
- Bodenkundliches Praktikum. Anleitung für Agronomen zur selbständigen Untersuchung des Bodens nach einfachen Verfahren, Berlin (Ost) 1953.
- Stadtreinigung, Berlin (Ost) 1955.
- Lehrbuch der Bodenmelioration, 2 Bde., Berlin (Ost) 1961.
- Der Neubeginn in Wismar, in: Befreiung und Neubeginn, Staatsverlag Berlin (Ost) 1966, S. 146–250